# 57-es főút (Magyarország)
Az 57-es számú főút Mohácsot köti össze Péccsel, 44,5 kilométer hosszú.

## Nyomvonala
Mohács központjában ágazik ki az 5121-es útból, az 56-os főút régi, a belvároson is átvezető nyomvonalából. A város határában egy körforgalomban keresztezi az 56-os főút jelenlegi, a várost elkerülő nyomvonalát.
Babarc előtt az M6-os illetve az M60-as autópályával van csomópontja. Ezt követően kis lélekszámú településeket érintve jut el Pécs határáig, ahol szintén egy körforgalom segítségével kapcsolódik a megyeszékhely keleti elkerülő útjához, az 578-as főúthoz.
Pécstől délre keresztezi a Harkány felé tartó 58-as főutat majd a város nyugati oldalán a 6-os főútba csatlakozik be.

## Közigazgatásilag érintett települések
Mohács, Lánycsók, Babarc, Szajk, Versend, Monyoród, Szederkény, Belvárdgyula, Birján, Lothárd, Szemely, Kozármisleny, Pécs.

## Története
1934-ben a kereskedelem- és közlekedésügyi miniszter 70 846/1934. számú rendelete lényegében a teljes mai szakaszát harmadrendű főúttá nyilvánította, 632-es útszámozással. Az akkori és a jelenlegi nyomvonal között csak annyi volt a különbség, hogy a régi út Pécs keleti részén ért véget, az akkor 64-es (ma 6-os) számozású főút és a ma is Mohácsi út nevet viselő út kereszteződésénél.